# Kotka (telenowela)
Kotka (hiszp. La Gata) – meksykańska telenowela z 2014 roku, wyprodukowana przez Nathalie Lartilleux dla grupy medialnej Televisa. W Polsce emitowana na kanale TV4 od 31 sierpnia 2015 roku.

## Obsada
| Aktor                                                            | Charakter                                                                              | Kim jest |
| ---------------------------------------------------------------- | -------------------------------------------------------------------------------------- | --- |
| Daniel Arenas                                                    | Pablo Martínez Negrete                                                                 | Syn Lorenzy i Agustina, kuzyn Virginii, brat Mariano, ojciec Leticii i Pabla, mąż Esmeraldy                                          |
| Maite Perroni                                                    | Esmeralda Cruz „Kotka” / Renata de la Santacruz Bravo del Castillo de Martinez Negrete | Córka Fernanda i Blanci, matka Leticii i Pabla, przybrana siostra Ines i Carlosa, żona Pabla                                         |
| Mariluz Bermúdez                                                 | Virginia Martínez Negrete                                                              | Niewidoma siostrzenica Lorenzy, kuzynka Mariano i Pablo, matka Virginii, żona Carlosa, umiera po urodzeniu córki                     |
| Jorge Poza                                                       | Mariano Martínez Negrete                                                               | Syn Lorenzy i Agustina, kuzyn Virginii, brat Pabla, zakochany w Esmeraldzie                                                          |
| Laura Zapata                                                     | Lorenza Martinez Negrete                                                               | Matka Mariano i Pablo, ciotka Virginii, żona Agustina, zamknięta w więzieniu                                                         |
| Juan Verduzco                                                    | Agustín Martínez Negrete                                                               | Ojciec Mariano i Pablo, mąż Lorenzy, zakochany w Blance, zmarł                                                                       |
| Erika Buenfil                                                    | Fela „szalona” / Blanca Rafaela Bravo del Castillo de la Santacruz                     | Matka Renaty / Esmeraldy, żona Fernanda                                                                                              |
| Manuel Ojeda                                                     | Abel Cruz / Fernando de la Santacruz "El Silencioso"                                   | Ojciec Renaty / Esmeraldy, mąż Blanci                                                                                                |
| Pierre Louis                                                     | Carlos „Centavito”                                                                     | Przybrany brat Renaty / Esmeraldy, ojciec Virginii, mąż Virginii                                                                     |
| Alejandra Robles Gil                                             | Inés Orea                                                                              | Przybrana siostra Renaty / Esmeraldy, wnuczka Doñi Rity, dziewczyna Garabato, matka Carlosa Horacio, umarła po oddaniu szpiku synowi |
| Pilar Pellicer                                                   | Doña Rita Orea Pérez                                                                   | Babcia Ines, wychowywała swoją wnuczkę wraz z Renatą / Esmeraldą i Carlosem                                                          |
| Leticia Perdigón                                                 | Leticia „La Jarocha”                                                                   | Przyjaciółka Renaty / Esmeraldy, żona detektywa, spodziewająca się czworaczków                                                       |
| Socorro Bonilla                                                  | Mercedes Reyes „Doña Meche”                                                            | Przybrana matka Damiana |
| Ianis Guerrero                                                   | Damian Reyes                                                                           | Przybrany syn Mercedes, przyjaciel Renaty / Esmeraldy,                                                                               |
| Paloma Ruiz de Alda                                              | Mónica Elizalde Castañeda                                                              | Niedoszła żona Pablo, zakochana w nim                                                                                                |
| Mónika Sánchez                                                   | Gisella Cienfuegos                                                                     | Właścicielka galerii, zakochana w Pablo, zamknięta w wariatkowie                                                                     |
| Marcelo Córdoba                                                  | Doktor Javier Peñuela                                                                  | Niewidomy doktor, pracujący w klinice                                                                                                |
| Juan Ángel Esparza                                               | Ojciec Rivas                                                                           | Ksiądz |
| Carlos Bonavides                                                 | Doménico Almonte „włoch”                                                               | Właściciel pizzerii, zakochany w Renacie / Esmeraldzie                                                                               |
| Jorge Alberto Bolaños                                            | Omar                                                                                   | Szofer, zakochany w Veronice |
| Laurinne Kuaka                                                   | Verónica                                                                               | Służąca, zakochana w Omarze |
| Antonio Medellín                                                 |                                                                                        | Dyrektor więzienia |
| Ricardo Baranda                                                  | Garabato / Victor de la Fuente                                                         | Chłopak Ines, szef bandy, ojciec Carlosa Horacio                                                                                     |
| Mauricio de Montellano / Jesús Carus / Ivan Peniche / Jaime Puga | Rey / Billy / Tony / Casimiro                                                          | Członkowie bandy Garabato / Victora                                                                                                  |
| África Zavala                                                    | Leticia Martínez Negrete de la Santa Cruz                                              | Dorosła córka Pabla i Esmeraldy; w alternatywnym finale, matka bliźniaków                                                            |
| Benjamín Rivero                                                  | Juan Garza / Jesús Olea Pérez "Tílico"                                                 | Syn Rity, ojciec Ines, popełnił samobójstwo                                                                                          |

## Opis
Esmeralda ('Kotka') mieszka na wysypisku wraz z panią Ritą, jej wnuczką Ines i Carlosem, na którego wołają 'Centuś'. Dziewczyna nie ma pojęcia, kim są jej rodzice i musi codziennie prosić o pieniądze, by zadowolić Ritę. Poznaje Pabla Martinez Negrete, chłopaka bogatego, który uczy ją czytać i pisać i zostaje jej przyjacielem. Mijają lata. Esmeralda i Pablo zakochują się w sobie i w tajemnicy przed wszystkimi biorą ślub. Chłopak wyjeżdża na studia do Nowego Jorku, a dziewczyna dowiaduje się, że jest w ciąży. Dzięki intrygom, rodzicom Pabla udaje się rozdzielić młodych, wmawiając synowi, że Esmeralda oczekuje dziecka innego mężczyzny. Dziewczyna rodzi bliźnięta - chłopczyka i dziewczynkę. W międzyczasie z więzienia wychodzi Fernando 'Cichy', ojciec Esmeraldy. Szuka żony i córki, bowiem 20 lat wcześniej Agustin Martinez Negrete porwał małą Esmeraldę i oddał ją pani Ricie, a matka dziewczynki oszalała. Kiedy wreszcie Fernando odnajduje rodzinę, postanawia oczyścić swoje imię i nie mówi Esmeraldzie, że jest jej ojcem. Dziewczyna zamieszkuje razem z nim i jego żoną nie wiedząc, że tak naprawdę są jej biologicznymi rodzicami. Pablo postanawia ożenić się z Moniką. Dowiaduje się, że jest ojcem dzieci Esmeraldy, ale i tak staje przed ołtarzem z Moniką. Dopiero gdy podczas ceremonii zaślubin Jarocha przyprowadza do niego synka, porzuca niedoszłą panią Martinez Negrete i postanawia walczyć o swój związek z Esmeraldą. Młodzi postanawiają wziąć ślub jednak dzień przed uroczystością mają wypadek w wyniku którego Esmeralda nie może chodzić. Sprawczynią wypadku jest Gisella, właścicielka galerii, która jest zakochana w Pablu i jest w stanie na wszystkie sposoby pozbyć się Esmeraldy, by zostać panią Martinez Negrete. Mijają miesiące i Esmeralda staje na nogach. Po pewnym czasie Esmeralda ma kolejne przeciwności losu. Tajemniczy mężczyzna Juan Garza pojawia się i mówi że to on jest ojcem dzieci Esmeraldy. Pablo i Esmeralda znów się od siebie oddalają. Po czasie Esmeralda dowiaduje się, że Cichy i Blanca są jej rodzicami. Pablo wyjeżdża by nauczyć malarstwa pewnej dziewczyny Vicky. Gisella i Garabato znajdują Pablo. Gisella strzela do Pabla z pistoletu. Pablo traci pamięć a ta to wykorzystuje i mówi mu że jest jego żoną i pewna kobieta o imieniu Esmeralda jest w nim szaleńczo zakochana i to ona do niego strzelała. Na rozprawie w sądzie nadeszła decyzja że Juan Garza jest prawowitym ojcem dzieci Esmeraldy. Esmeralda ucieka wraz z dziećmi na śmietnisko by tam ukryć się przed policją. Pablo i Esmeralda się godzą. Policja odnajduje Esmeraldę. Mariano i Pablo odkrywają jaka naprawdę jest ich matka. Esmeralda odzyskuje dzieci.

### Alternatywny finał
W alternatywnym finale córka głównych bohaterów, Leticia (África Zavala), wraz ze swoimi bliźniętami i czarnym kotem, udaje się do wąwozu, w którym zaczęła się wielka miłość Esmeraldy i Pabla. Czyta swoim dzieciom książkę pod tytułem 'La Gata' Pabla Martineza Negrete. Kończy lekturę i zabiera dzieci do domu. Finał można dwojako zinterpretować:

1. Po kilku latach od właściwego finału, Leticia odwiedza wąwóz i czyta swoim dzieciom książkę, która Pablo pisał przez czas trwania telenoweli.

2. Leticia czyta książkę, a widzowie widzą wydarzenia z powieści w formie telenoweli, czego dowiadują się dopiero podczas alternatywnego finału.

## Soundtrack
- <<Vas a Querer Volver>> Maite Perroni
- <<Todo lo Que Soy>> Maite Perroni i Álex Ubago
- <<Amor, amor>> Rio Roma
- <<Me Encanta>> Pierre Louis